# Maelstrom (videojuego de 1992)

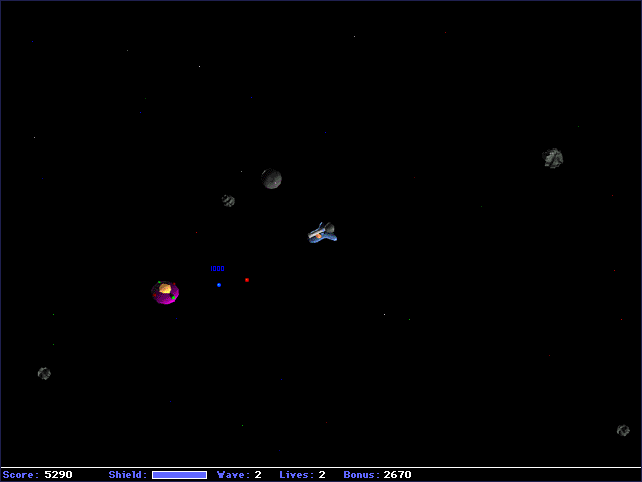
Gameplay screenshot

Maelstrom es un videojuego desarrollado por Andrew Welch, y distribuido como shareware en noviembre de 1992 para Mac OS. El juego es un clon mejorado del juego de Atari de 1979 llamado Asteroides  y con un estilo visual similar al juego de Atari de 1987 llamado Blasteroids (la secuela). Maelstrom salió cuando todavía no existían muchos juegos de acción para las pantallas  de color de alta resolución alta de las máquinas Macintosh, así que hubo mucho interés en el juego, a pesar de que concepto no fue algo nuevo, dio inicio a la creación de la empresa llamada Ambrosia Software.
El juego fue más tarde liberado como software libre, resultando en ports para otras plataformas.

## Jugabilidad
Maelstrom se juega en una vista en 2D en una sección del espacio. El objetivo del juego es alcanzar el puntaje más alto por medio de derribar asteroides con un cañón desde una nave espacial. La nave puede moverse en cualquier dirección de la pantalla y tiene capacidad de defensa limitada. El jugador también puede obtener Potenciadores y encontrarse con objetos inusuales y enemigos en el juego.

## Desarrollo
Maelstrom fue creado usando THINK C y usa 18,000 líneas de código C con 9,000 líneas de código de lenguaje ensamblador.

## Recepción
En 1993, Maelstrom ganó "El Mejor Producto de Macintosh" en la "Industria de Premios Shareware para el Mejor Juego," así también recibiendo otros premios.

## Legado
Welch dio el código de fuente a Sam Lantinga, quién creó un port SDL y lo sacó en 1995. Incluía multijugador. 
En 1999 Software de Ambrosía sacó la versión 3.0 de Latinga cuando Software Libre bajo los plazos del GNU Licencia Pública General (GPL).
En 2010, Andrew Welch e Ian Gilman liberaron los contenidos del juego bajo la licencia de Creative Commons de Atribución, lo cual hace a Maelstrom totalmente Libre.
 